# 胡佩尔 (犹他州)
胡佩尔（英文：Hooper），是美国犹他州韦伯县下属的一座城市。建市于 不明年份年，面积大约为26.88平方英里（69.6平方公里），海拔约为4,242英尺（1,293米）。根据2010年美国人口普查，该市有人口7,218人。